# Gibraltar (paroisse civile)
Pour les articles homonymes, voir Gibraltar (homonymie).
Gibraltar  est l'une des six paroisses civiles de la municipalité de Sucre dans l'État de Zulia au Venezuela. Sa capitale est Gibraltar.